# 찬드니 초우크 투 차이나
찬드니 초우크 투 차이나(Chandni Chowk To China)는 미국에서 제작된 닉힐 아드바니 감독의 2009년 코미디, 액션, 모험 영화이다. 악쉐이 쿠마르 등이 주연으로 출연하였고 닉힐 아드바니 등이 제작에 참여하였다.

## 출연

### 주연
- 악쉐이 쿠마르
- 디피카 파두콘
- 미천 차크라보티
- 란비르 쇼레이
- 로저 유언
- 코넌 스티븐스